# Слава Могутин
Слава Могутин (пуно име Јарослав Јуријевич Могутин; 12. април 1974, Кемерово) је уметник и писац из Њујорка, руског порекла. Ради у различитим областима дигиталних медија и уметности, укључујући фотографију, видео, текст, инсталацију, скулптуру и сликарство .

## Живот у Русији
Рођен је у Сибиру, у индустријском граду Кемерову. Касније се преселио у Москву као тинејџер да би се одвојио од родитеља. Убрзо је почео да ради као новинар за прве независне руске издаваче, новине и радио станице.
Са само 21 годином живота, Могутин је стекао признање критике и званичну осуду због својих отворених квир писања и активизма. Оптужен је за „отворен и намеран презир општеприхваћених моралних норми“; „злонамерни хулиганизам са изузетним цинизмом и крајњом дрскошћу“; „распаљивање друштвених, националних и верских подела“; „пропаганду бруталног насиља, психичке патологије и сексуалних перверзија“ – ово су само неке од формулација због којих је био под узнемиравањем и континуираном кривичном истрагом. Ситуација је додатно ескалирала када је Могутин покушао да се региструје за први истополни брак у руској историји са својим тадашњим партнером Робертом Филипинијем. То га је довело до тога да постане мета два високо разглашена кривична случаја, за које је запрећена затворска казна и до 7 година затвора. Кривични поступци покренути су након објављивања његових текстова у Новом Погледу – политички-оријентисаном независном листу, који је у то време водио Јевгениј Додолев . Могутин је упознао Едуарда Лимонова, који је на крају постао његов духовни ментор. Ограничен на око три године кућног притвора и растућих тензија у вези са кривичним предметима, Могутин је побегао из земље.

## Азил у САД
Приморан да напусти Русију,  добио је политички азил у САД уз подршку Амнести интернешенела и америчког центра ПЕН . Овај азил у САД постао је први који је одобрен на основу кривичног гоњења по основу хомофобије. По доласку у Њујорк, преусмерио је фокус на визуелну уметност и постао активан члан уметничке сцене центра града . Од 1999. године његове фотографије се представљају на међународном нивоу, а представљене су у широком спектру публикација укључујући Њујорк Тајмс.
Могутин је аутор неколико тврдоповезних монографија о фотографији, укључујући Изгубљени дечаци (Lost Boys) и NYC Go-Go.  Поред тога, написао је седам књига на руском језику. Наводно је инспирација за слике у Изгубљеним дечацима дошла из периода његовог повратка у Русију када је Владимир Путин преузео дужност 2000. године и када су све претходне оптужбе против њега укинуте.
Могутин је добитник награде за књижевност Андреја Белог (2000). Његова поезија, белетристика, есеји и интервјуи су се појавили у бројним публикацијама и антологијама на 6 језика. Преводио је на руски поезију Алена Гинсберга, есеје Вилијама С. Бароуза и белетристику Дениса Купера.  Појавио се и у играном филму Лауре Колеле Остани до сутра (2004).
Могутин је 14. јула 2017. објавио своју монографију Bros and Brosephines. Књига садржи колекцију фотографија снимљених током протекле две деценије.
Након што је 2011. постао држављанин САД, Могутин је званично променио име у Слава. Наставио је да ради на својој мултимедијалној уметности и јавно је критиковао председника Русије Владимира Путина због његове хомофобичне политике.
Године 2004 је, заједно са својим партнером-сарадником Брајаном Кенијем, оснивао СУПЕРМ, мултимедијални уметнички тим одговоран за специфичне галеријске и музејске изложбе у Њујорку, Лос Анђелесу, Москви, Берлину, Лондону, Ослу, Бергену, Хаифи и Леону.